# Syncarpia verecunda
Syncarpia verecunda là một loài thực vật có hoa trong Họ Đào kim nương. Loài này được A.R.Bean miêu tả khoa học đầu tiên năm 1995.